# Bertrand Piccard
Bertrand Piccard (ur. 1 marca 1958 w Lozannie) – szwajcarski psychiatra i podróżnik, w 1999 wraz z Brianem Jonesem jako pierwszy okrążył Ziemię balonem bez lądowania (z Château-d'Œx w Szwajcarii do oazy Dachila w Egipcie).

## Życiorys
Jego ojcem był Jacques Piccard, a dziadkiem Auguste Piccard.  
Studiował psychiatrie na Uniwersytecie w Lozannie. Pracował jako psychoterapeuta, stosował psychoanalizę i hipnozę. W tym samym czasie zajmował się lotnictwem. W 1985 wygrał europejskie zawody lotniarskie. 
W 1992 roku poznał lotnika Wima Verstraetena, z którym po raz pierwszy wystartował w transatlantyckim wyścigu balonowym i wygrał go.
1 marca 1999 roku wspólnie z Brianem Jonesem rozpoczął lot balonem dookoła świata. Okrążyli planetę w zaledwie 15 dni. Podczas lotu modelem balonu Breitling Orbiter 3 pobili aż 7 różnych rekordów świata (m.in. najdłuższy dystans lotu balonem i najdłuższy czas lotu, najkrótszy czas lotu dookoła świata).
W 2003 roku wspólnie z pilotem André Borschbergiem rozpoczął projekt Solar Impulse, który zakładał budowę samolotu napędzanego energią słoneczną. Zbudowany samolot w 2010 roku leciał nieprzerwanie przez 26 godzin i był to pierwszy samolot napędzany energią słoneczną, który leciał w nocy. W 2015 nowa wersja samolotu wystartowała z Abu Zabi, obleciała świat dookoła i powróciła do miasta w lipcu 2016. Jeden z etapów tego lotu z miasta Nagoja do Kalaeloa na Hawajach trwał 118 godzin i był najdłuższym indywidualnym lotem w historii. 